# Kreda
| Kreda pred 145–66 milijoni let PreЄ Є O S D C P T J K Pg N |                                                   |
| Srednja vrednost atmosferskega O 2 skozi obdobje | ok. 30 prost. % (150 % sedanje vrednosti)         |
| Srednja vrednost atmosferskega CO 2 skozi obdobje | ok. 1700 ppm (6 krat pred industrijske vrednosti) |
| Srednja površinska temperatura skozi obsobje | ok. 18 °C (4 °C nad sedanjo vrednostjo)           |
| Ključni dogodki krede-150 —–-140 —–-130 —–-120 —–-110 —–-100 —–-90 —–-80 —–-70 —–-60 —M e z o z o i kC ZJuraK r e d aPaleogenZ g o d n j aP o z n aBerriasijValanginijHauterivinijBaremijAptijAlbijKeenomanijTuronijKoniacijSantonijKampanijMaastrichtij ←Veliko izumrtje K-PgPribližna časovnica ključnih dogodkov krede. Lestvica: pred milijoni let. |                                                   |

Kreda je najmlajše geološka perioda mezozoika, ki se je začela s koncem jure pred 135 milijoni let in končala z začetkom paleocena (terciarja) pred 65 milijoni let. To je zadnje obdobje mezozoika in zajema 70 milijonov let ter je najdaljše obdobje v eonu fanerozoika.
Kreda je bilo obdobje z razmeroma toplim podnebjem, zaradi visoke morske gladine in ustvarjanja številnih plitvih morij. 
V tej dobi so se pojavile prve cvetlice in ptiči, na kopnem prevladujejo dinozavri. Kreda se je končala z velikim množičnim izumrtjem živih bitij na Zemlji.

## Zgodovina raziskav
Kredo kot ločeno obdobje je belgijski geolog Jean d'Omalius d'Halloy najprej opredelil leta 1822, s pomočjo plasti v pariški kotlini in jih imenoval apnenec (kalcijev karbonat, ki je nastal iz usedlih lupin morskih nevretenčarjev, v glavnem coccolithophore), ki se nahajajo v zgornjem krede zahodno Evropo. Ime kreda je izpeljanka iz latinske creta, kar pomeni apnenec.

## Delitev
Kreda je razdeljena na zgodnje in pozno obdobje ali spodnjo in zgornjo kredo. V starejši literaturi je kreda včasih razdeljen na tri obdobja: Neocomian (spodnja / zgodnja ), Gallic (sredina) in Senonian (zgornja / pozna). Delitev izvira iz evropske stratigrafije in se zdaj uporablja po vsem svetu. V mnogih delih sveta uporabljajo tudi alternativne lokalne pododdelke glede na specifiko področja.
Kot pri drugih starejših geoloških obdobjih, so kamnine iz krede dobro opredeljene, točna starost pa niha za nekaj milijonov let. Veliko izumrtje pa zagotovo loči kredo od jure. Vendar je zgornji konec sistema ostro definiran, saj plasti bogate z iridijem najdemo po vsem svetu in naj bi bile povezane z vplivom kraterja Chicxuluba, ki obdaja dele polotoka Jukatan v Mehiškem zalivu. Ta plast je datirana na 66,043 milijonov let nazaj.
Faunalni stadiji od najmlajšega proti najstarejšemu pa so: 
| Zgornja/pozna kreda   |                                |
| Maastrichtij          | (70,6 ± 0,6 – 65,5 ± 0,3 Ma)   |
| Campanij              | (83,5 ± 0,7 – 70,6 ± 0,6 Ma)   |
| Santonij              | (85,8 ± 0,7 – 83,5 ± 0,7 Ma)   |
| Coniacij              | (89,3 ± 1,0 – 85,8 ± 0,7 Ma)   |
| Turonij               | (93,5 ± 0,8 – 89,3 ± 1,0 Ma)   |
| Cenomanij             | (99,6 ± 0,9 – 93,5 ± 0,8 Ma)   |
|                       |                                |
| Spodnja/zgodnja kreda |                                |
| Albij                 | (112,0 ± 1,0 – 99,6 ± 0,9 Ma)  |
| Aptij                 | (125,0 ± 1,0 – 112,0 ± 1,0 Ma) |
| Barremij              | (130,0 ± 1,5 – 125,0 ± 1,0 Ma) |
| Hauterivij            | (136,4 ± 2,0 – 136,4 ± 1,5 Ma) |
| Valanginij            | (140,2 ± 3,0 – 136,4 ± 2,0 Ma) |
| Berriasij             | (145,5 ± 4,0 – 140,2 ± 3,0 Ma) |

## Paleogeografija
V času krede, poznem paleozoiku in zgodnjem mezozoiku je razpadal super kontinent Pangea na današnje kontinente, čeprav je bil njihov položaj precej drugačen od današnjega. Atlantski ocean se je razširil, Južna Amerika se je pomaknila na zahod, Gondwana je razpadla na Antarktiko in Avstralijo, ki sta se začele pomikati stran od Afrike (Indija in Madagaskar sta bila še spojena z njo). Posledica teh premikov je bilo ustvarjanje velikih podmorskih grebenov in dvig morij širom Zemlje. Na severu Afrike se je morje Tetida ožilo. Široko plitvo morje znotraj kontinenta je nadaljevalo s širitvijo v Severni Ameriki, a se je kasneje začelo nižati te za seboj puščati debele morske usedline premešane s sloji premoga.
Pomembna nahajališča iz dobe krede se pojavljajo v Evropi in na Kitajskem. V območju današnje Indije so se v pozni kredi in zgodnjem paleocenu naložile masivne usedline lave imenovane Deccanske pasti. Podnebje je bilo toplo, tudi polarne regije niso imele ledu.

## Nastanek apnenca
Apnenec je sedimentna kamnina iz kalcijevega karbonata (CaCO3) v obliki minerala kalcita. Največje količine apnenca so nastale v plitvih toplih morjih na kontinentalnih policah (šelfih), kot so lagune in grebeni. Po odložitvi na morsko dno se je sediment v procesu diageneze z vezivom (cementom) sprijel v trdo kamnino.
V Evropi so tako nastali beli klifi pri Dovru na južni obali Anglije in podobne čeri na francoski obali Normandije, največ ga je v severni Nemčiji in na Danskem. Med fosili, ki jih vsebuje, so morski ježki, Belemnoidea, amoniti in morski plazilci, kot je Mosasaurus.
V južni Evropi je kreda morski sistem, sestavljen iz apnenca kot podlage in vključki laporja. Gorska veriga Alp še ni obstajala v času krede, ti sedimenti so se oblikovali na južnem robu evropskih epikontinentalnih policah, na robu oceana Tetida.
Stagnacija globokomorskih tokov v srednji kredi je povzročila anoksične razmere (brez vsebnosti kisika) v morski vodi. V številnih krajih po svetu so se oblikovali temni anoksični skrilavci. Ti skrilavci so pomemben vir kamnin za nafto in plin (primer pod površino Severnega morja).

## Rastlinstvo
Kritosemenke so se pojavile prvič. Njihovi evoluciji je pripomogel pojav čebele, angiosperme in insekti pa so predstavljali dober primer skupne evolucije. V kredi so se pojavili prvi predniki mnogih sodobnih rastlin kot so: smokve, platane in magnolije. Zgodnje mezozoiske golosemenke so se bujno razvijale, nekatere druge vrste (Bennettitales) pa so celo izumrle.

## Živalstvo

### Kopenske živali
Kopenski sesalci so bili majhni in relativno nevažna populacija. Dominirali so arhozavri, posebej dinozavri, ki so se najbolj razširili. Pterozavri so bili na začetku in v sredini krede še pogosti, proti koncu pa je bila konkurenca ptic že tolikšna, da so proti koncu krede ostale samo dve visoko specializirane družine.
Življenje zgodnje krede je dobro vidno v formacijah Chaomidianzi na Kitajskem, kjer so dobro raziskali veliko število raznih tipov dinozavrov, ptic in sesalcev.
Insekti so se začeli specializirati, pojavili so se najstarejši poznani termiti, metulji in mravlje. Pojavili so se aphidi, kobilice in gymenoptere. Pojavila se je predhodnica čebele, ki je bila važna za evolucijo kritosemenk. Številne insekte so našli v slojih zgodnje krede v sibirski Baisi.
- Tyrannosaurus rex, ena največjih kopenskih roparic v pozni kredi
- Velociraptor, dinozaver s perjem, živel je v pozni kredi
- Triceratops je med bolj poznanimi rodovi krede
- Sesalci so bili majhni
- Anhanguera piscator - pterozaver

### Morski organizmi
V morjih so živele raže in moderni morski psi. Morski plazilci so bili ihthiozavri na začetku in v sredini krede, pleziozavri v celotnem obdobju, mosazavri v pozni kredi.
Baculite in amoniti so bili množičen pojav. Hesperornithiformes so bile morske ptice, ki niso mogle leteti, so pa zato plavale kot kormorani. Mnogoštevilne so bile tudi foraminifere. V kredi so se pojavile prve diatomeje.

## Izumiranje
V času masovnega izumiranja, ki določa konec krede, je veliko število vrst (~50%) in znanih družin (~25%) izginil. Rastline so bile manj prizadete, vrste, ki so bile odvisne od fotosinteze so se zmanjšale ali izumrle zaradi pomanjkanja sončne energije, morski organizmi pa so bili najbolj prizadeti. Izginilo je ~95% tipov planktonskih foraminifer (razen Globigerinida), ter večje število Coccolithophorea, amonitov belemnitskih glavonožcev, grebenskih rudistov, vsi morski plazilci razen želv in krokodila. Dinozavri so bili najbolj znane žrtve izumiranja v kredi. Tyrannosaurus rex, Triceratops in Ankylosaurus so bili popolnoma izbrisani zaradi pomanjkanja rastlin. Zadnji so izumrli pterozavri in ptice iz reda Enantiornithes in Hesperornithiformes.
Intenzivno izumiranje insektov času srednje krede se je začelo v albiju.